# Liste de joueurs des ligues majeures qui ont 500 coups de circuit

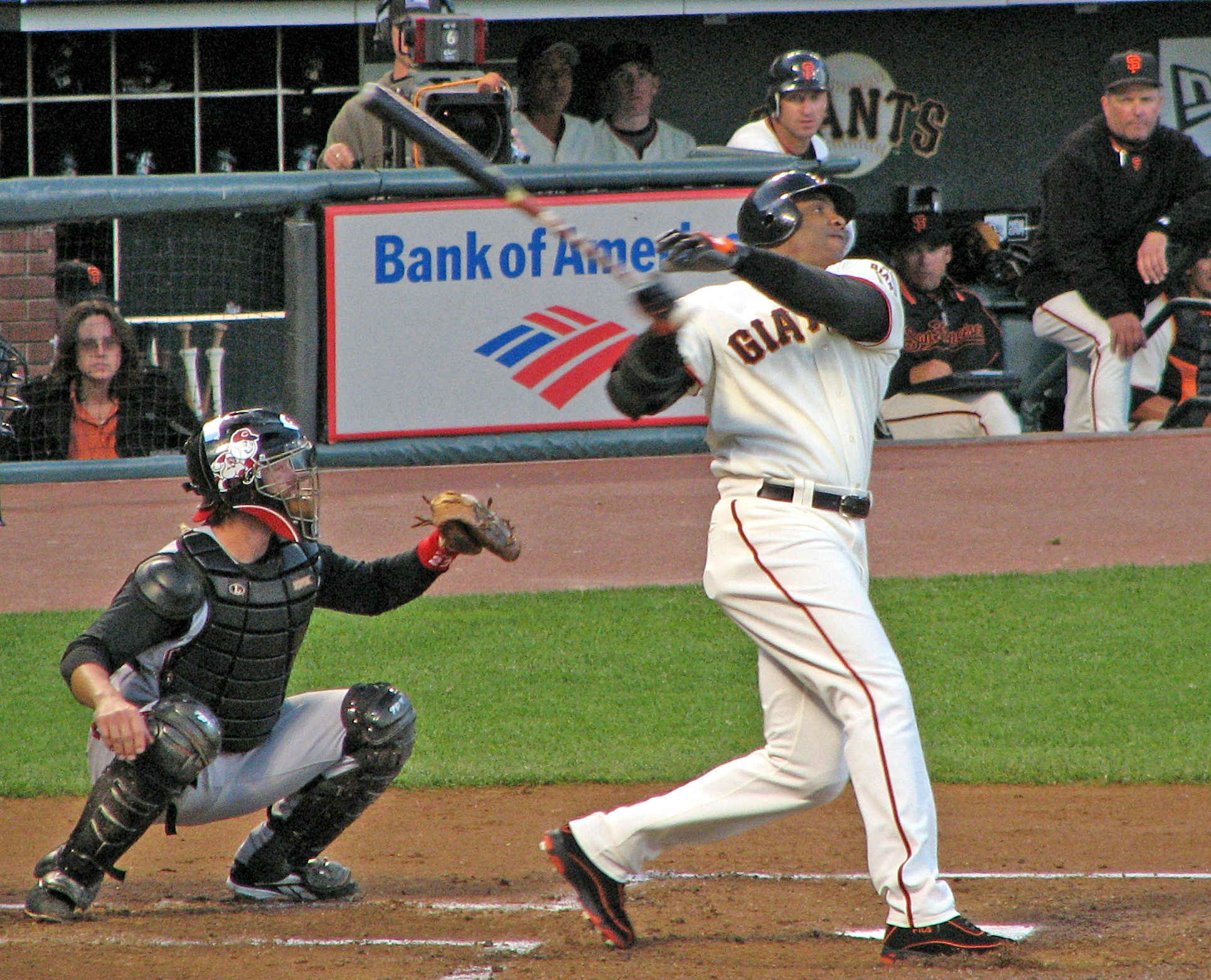
Le champion des coups de circuit, Barry Bonds.

La liste de joueurs des ligues majeures qui ont frappé 500 coups de circuit dans les Ligues majeures de baseball comprend 28 joueurs.
Le « club des 500 coups de circuit » fut inauguré le 11 août 1929 par Babe Ruth, qui en resta le seul membre jusqu'au 24 septembre 1940 et l'entrée de Jimmie Foxx. Le 28e et dernier joueur admis à ce jour est Miguel Cabrera, qui a frappé son 500e coup de circuit le 22 août 2021.
Depuis le 7 août 2007, Barry Bonds passe en tête de la liste des meilleurs frappeurs de circuits. En frappant son 756e coup de circuit, il a dépassé la marque établie par Hank Aaron le 20 juillet 1976. Bonds termine sa carrière de 22 saisons en 2007 avec 762 longues balles.
Alex Rodriguez fut, à 32 ans et 8 jours, le plus jeune joueur à atteindre les 500 circuits. À 41 ans, Ted Williams fut le plus âgé. En 2015, les trois joueurs actifs comptant plus de 500 circuits sont Alex Rodriguez, Albert Pujols et David Ortiz.
La majorité des joueurs comptant plus de 500 circuits ont été élus au Temple de la renommée du baseball. L'usage, suspecté ou avéré, de produits dopants dans les années 1990 et au début des années 2000 a cependant freiné cette tendance. Plusieurs bons frappeurs de cette époque, associés à tort ou à raison à « l'ère des stéroïdes », peinent à accumuler le nombre d'appuis nécessaires à l'élection au Panthéon (Barry Bonds, Sammy Sosa, Mark McGwire, Gary Sheffield) ou ont été retirés des bulletins de vote, faute d'appuis (Rafael Palmeiro). En revanche, Frank Thomas, qui évolua à la même époque, n'eut aucun mal à être élu au Temple à sa première année d'éligibilité en 2014. La candidature de trois joueurs, récemment retraités, du club des 500 circuits seront soumises à l'élection au Panthéon dans un futur rapproché : Ken Griffey (2016), Manny Ramírez (2017) et Jim Thome (2018).

## Le Club des 500 circuits
Liste mise à jour à la fin de la saison 2022. Les joueurs actifs sont en caractères gras.
| #  | Joueur           | Circuits | Date du 500e circuit | Âge au 500e circuit | Franchise (500e circuit en gras) | Saisons              | Lanceur du 500e circuit | Box   |
| -- | ---------------- | -------- | -------------------- | ------------------- | --- | -------------------- | ----------------------- | ----- |
| 1  | Barry Bonds      | 762      | 17 avril 2001        | 36 ans et 267 jours | Pirates de Pittsburgh, Giants de San Francisco | 1986-2007            | Terry Adams             |       |
| 2  | Hank Aaron       | 755      | 14 juillet 1968      | 34 ans et 160 jours | Braves de Milwaukee, Braves d'Atlanta, Brewers de Milwaukee | 1954-1976            | Mike McCormick          |       |
| 3  | Babe Ruth        | 714      | 11 août 1929         | 34 ans et 186 jours | Red Sox de Boston, Yankees de New York, Braves de Boston | 1914-1936            | Willis Hudlin           |       |
| 4  | Albert Pujols    | 703      | 22 avril 2014        | 34 ans et 96 jours  | Cardinals de Saint-Louis, Angels de Los Angeles, Dodgers de Los Angeles, Cardinals de Saint-Louis                                                                    | 2001-2022            | Taylor Jordan           | [ 5 ] |
| 5  | Alex Rodriguez   | 696      | 4 août 2007          | 32 ans et 8 jours   | Mariners de Seattle, Rangers du Texas, Yankees de New York | 1994-2013, 2015–2016 | Kyle Davies             |       |
| 6  | Willie Mays      | 660      | 13 septembre 1965    | 34 ans et 116 jours | Giants de New York, Giants de San Francisco, Mets de New York | 1951-1973            | Don Nottebart           |       |
| 7  | Ken Griffey      | 630      | 20 juin 2004         | 34 ans et 212 jours | Mariners de Seattle, Reds de Cincinnati, White Sox de Chicago | 1989-2010            | Matt Morris             |       |
| 8  | Jim Thome        | 612      | 16 septembre 2007    | 37 ans et 20 jours  | Indians de Cleveland, Phillies de Philadelphie, White Sox de Chicago, Dodgers de Los Angeles, Twins du Minnesota                                                     | 1991-2012            | Dustin Moseley          |       |
| 9  | Sammy Sosa       | 609      | 4 avril 2003         | 34 ans et 143 jours | White Sox de Chicago, Cubs de Chicago, Orioles de Baltimore, Rangers du Texas                                                                                        | 1989-2005, 2007      | Scott Sullivan          |       |
| 10 | Frank Robinson   | 586      | 13 septembre 1971    | 36 ans et 022 jours | Reds de Cincinnati, Orioles de Baltimore, Dodgers de Los Angeles, Angels de la Californie, Indians de Cleveland                                                      | 1956-1976            | Fred Scherman           |       |
| 11 | Mark McGwire     | 583      | 5 août 1999          | 35 ans et 297 jours | Athletics d'Oakland, Cardinals de Saint-Louis | 1986-2001            | Andy Ashby              |       |
| 12 | Harmon Killebrew | 573      | 10 août 1971         | 35 ans et 042 jours | Senators de Washington, Twins du Minnesota, Royals de Kansas City | 1954-1975            | Mike Cuellar            |       |
| 13 | Rafael Palmeiro  | 569      | 11 mai 2003          | 38 ans et 229 jours | Cubs de Chicago, Orioles de Baltimore, Rangers du Texas | 1986-2005            | Dave Elder              |       |
| 14 | Reggie Jackson   | 563      | 17 septembre 1984    | 38 ans et 122 jours | Athletics de Kansas City, Athletics d'Oakland, Orioles de Baltimore, Yankees de New York, Angels de la Californie                                                    | 1967-1987            | Bud Black               |       |
| 14 | Manny Ramírez    | 555      | 31 mai 2008          | 36 ans et 1 jour    | Indians de Cleveland, Red Sox de Boston, Dodgers de Los Angeles, Rays de Tampa Bay                                                                                   | 1993-2011            | Chad Bradford           |       |
| 16 | Mike Schmidt     | 548      | 18 avril 1987        | 37 ans et 203 jours | Phillies de Philadelphie | 1972-1989            | Don Robinson            |       |
| 17 | David Ortiz      | 541      | 12 septembre 2015    | 39 ans et 298 jours | Twins du Minnesota, Red Sox de Boston | 1997-2016            | Matt Moore              |       |
| 18 | Mickey Mantle    | 536      | 14 mai 1967          | 35 ans et 206 jours | Yankees de New York | 1951-1968            | Stu Miller              |       |
| 19 | Jimmie Foxx      | 534      | 24 septembre 1940    | 32 ans et 336 jours | Athletics de Philadelphie, Red Sox de Boston, Cubs de Chicago, Phillies de Philadelphie                                                                              | 1925-1942, 1944-1945 | George Caster           |       |
| 20 | Willie McCovey   | 521      | 30 juin 1978         | 40 ans et 171 jours | Giants de San Francisco, Padres de San Diego | 1959-1980            | Jamie Easterly          |       |
| 20 | Frank Thomas     | 521      | 28 juin 2007         | 39 ans et 32 jours  | White Sox de Chicago, Athletics d'Oakland, Blue Jays de Toronto | 1990-2008            | Carlos Silva            |       |
| 20 | Ted Williams     | 521      | 17 juin 1960         | 41 ans et 292 jours | Red Sox de Boston | 1939-1942, 1946-1960 | Wynn Hawkins            |       |
| 23 | Ernie Banks      | 512      | 12 mai 1970          | 39 ans et 101 jours | Cubs de Chicago | 1953-1971            | Pat Jarvis              |       |
| 23 | Eddie Mathews    | 512      | 14 juillet 1967      | 35 ans et 274 jours | Braves de Boston, Braves de Milwaukee, Braves d'Atlanta, Astros de Houston, Tigers de Détroit                                                                        | 1952-1968            | Juan Marichal           |       |
| 25 | Mel Ott          | 511      | 1er août 1945        | 36 ans et 152 jours | Giants de New York | 1926-1947            | Johnny Hutchings        |       |
| 26 | Gary Sheffield   | 509      | 17 avril 2009        | 40 ans et 151 jours | Brewers de Milwaukee, Padres de San Diego, Marlins de la Floride, Dodgers de Los Angeles, Braves d'Atlanta, Yankees de New York, Tigers de Détroit, Mets de New York | 1988-2009            | Mitch Stetter           |       |
| 27 | Miguel Cabrera   | 507      | 22 août 2021         | 38 ans et 126 jours | Marlins de la Floride, Tigers de Détroit | 2003-                | Steven Matz             | [ 6 ] |
| 28 | Eddie Murray     | 504      | 6 septembre 1996     | 40 ans et 195 jours | Orioles de Baltimore, Dodgers de Los Angeles, Mets de New York, Indians de Cleveland, Angels d'Anaheim                                                               | 1977-1997            | Felipe Lira             |       |

## Joueurs en activité proches de la marque des 500
A la fin de la saison 2021, un joueur un joueur actif a entre 400 et 500 circuits :
| Joueur      | Coups de circuit | Franchise (actuelle en gras)                                                                                             | Saisons |
| ----------- | ---------------- | --- | ------- |
| Nelson Cruz | 449              | Brewers de Milwaukee, Rangers du Texas, Orioles de Baltimore, Mariners de Seattle, Twins du Minnesota, Rays de Tampa Bay | 2005-   |